# Відчуй Дніпро
Проєкт «Відчуй Дніпро» — це історія Дніпра у бронзових мініскульптурах. Мініскульптури стали невід'ємною частиною туристичної інфраструктури європейських міст та України. Метою проєкту є підвищення культурної та туристичної привабливості міста.
Слоган проєкту — Доторкнись і відчуй Дніпро.

## Команда
Автор проєкту — Карен Агаджанян — громадський діяч, активіст. 
Співавтор проєкту — Анна Самойленко — членкиня Молодіжної ради Дніпра, засновниця Молодіжної громадської організації "HELPeru dnipra".
Волонтери проєкту — в команді працює багато однодумців.

## Мініскульптури
| №  | Фото | Назва                                                                          | Скульптор                      | Повір'я                                   | Дата відкриття                                                                 | Фінансування                                                                | Місцерозташування                                                                             |
| -- | ---- | ------------------------------------------------------------------------------ | ------------------------------ | ----------------------------------------- | ------------------------------------------------------------------------------ | --------------------------------------------------------------------------- | --------------------------------------------------------------------------------------------- |
| 1  |      | Міст Олександра Поля                                                           | Роман Домашич (Львів)          | Доторкнись – відкрий щось нове!           | 12.09.2020                                                                     | Програма "Бюджет участі" у Дніпрі                                           | На фонтані, що перед будівлею Дніпровської міської ради (просп. Д. Яворницького, 75)          |
| 2  |      | Диригент Гурген Карапетян                                                      | Гарнік Хачатрян (Кам'янське)   | Доторкнись – відчуй натхнення!            | 24.12.2020                                                                     | Програма "Бюджет участі" у Дніпрі                                           | На центральному вході в Дніпровську філармонію ім. Л. Б. Когана (вул. Воскресенська, 6)       |
| 3  |      | Марафонець Дніпра                                                              | В'ячеслав Ємельяненко (Харків) | Доторкнись – досягни своєї перемоги!      | 25.12.2020                                                                     | Програма "Бюджет участі" у Дніпрі                                           | На парапеті набережної на Фестивальному причалі                                               |
| 4  |      | Печиво «Дніпро»                                                                | В'ячеслав Ємельяненко (Харків) | Доторкнись – згадай смак дитинства!       | 29.12.2020                                                                     | Програма "Бюджет участі" у Дніпрі                                           | На парапеті оглядового майданчика парку ім. Т. Г. Шевченка                                    |
| 5  |      | Залікова книжка студента                                                       | Роман Домашич (Львів)          | Доторкнись – будь впевнений на іспитах!   | 29.12.2020                                                                     | Програма "Бюджет участі" у Дніпрі                                           | На центральному вході до Університету митної справи та фінансів (вул. В. Вернадського, 2/4)   |
| 6  |      | Дніпровський трамвай                                                           | Роман Домашич (Львів)          | Доторкнись – зустрінь друзів!             | 29.12.2020                                                                     | Програма "Бюджет участі" у Дніпрі                                           | На лавці Катеринославського бульвару ближче до вулиці Шевченка (Катеринославський бульвар, 1) |
| 7  |      | Фанат Дніпра                                                                   | В'ячеслав Ємельяненко (Харків) | Доторкнись – відчуй силу підтримки!       | 29.12.2020 12.08.2024 - вкрадена 20.12.2024 - повторно встановлена після кражі | Програма "Бюджет участі" у Дніпрі                                           | На парапеті на вході у парк Лазаря Глоби (вул. А. Фабра, 4)                                   |
| 8  |      | Дніпровська ракета                                                             | Роман Домашич (Львів)          | Доторкнись – відкрий космічні можливості! | 06.01.2021                                                                     | Програма "Бюджет участі" у Дніпрі                                           | На сходах до Дніпровського планетарію (Крутогірний узвіз, 10)                                 |
| 9  |      | Катеринославська цегла                                                         | В'ячеслав Ємельяненко (Харків) | Доторкнись – збудуй місто мрії!           | 11.09.2021                                                                     | Грант від програми "Культурна столиця"                                      | На будівлі Кофмана (вул. Троїцька, 3б)                                                        |
| 10 |      | Кіт Василь на честь вірша Олексія Крилова та ілюстрацій Володимира Любарського | В'ячеслав Ємельяненко (Харків) | Доторкнись – відчуй життя в сметані!      | 04.10.2021                                                                     | Грант від програми "Культурна столиця"                                      | На парапеті набережної (вул. Січеславська Набережна, 37д)                                     |
| 11 |      | Пилосос «Ракета» виробництва Дніпропетровського агрегатного заводу             | Федір Бушманов (Харків)        | Доторкнись – звільни життя від зайвого!   | 15.12.2021                                                                     | Грант від програми "Культурна столиця"                                      | На лавці навпроти Будинку Побиту (вул. Короленка, 3)                                          |
| 12 |      | Муза Вадима Сідура                                                             | Гарнік Хачатрян (Кам'янське)   | Доторкнись – знайди свою музу!            | 15.02.2022                                                                     | Грант від програми "Культурна столиця"                                      | На фасаді Маріїнської гімназії (НВК №33) (вул. Троїцька,1)                                    |
| 13 |      | Лікарська валіза Лєшко-Попеля                                                  | Дмитро Різніченко (Дніпро)     | Доторкнись – прояви милосердя!            | 07.09.2022                                                                     | Грант від програми "Культурна столиця"                                      | На фасаді Дніпровського державного медичного університету (вул. В. Вернадського, 9)           |
| 14 |      | Дніпровські лоцмани                                                            | Надія Отряжа (Дніпро)          | Доторкнись – проклади безпечний шлях!     | 04.11.2022                                                                     | Грант від програми "Культурна столиця"                                      | На парапеті Січеславської набережної навпроти водоспаду "Поріг Ревучий"                       |
| 15 |      | Золота Роза                                                                    | Владислав Кириченко (Херсон)   | Доторкнись - відчуй вікову мудрість!      | 16.12.2022                                                                     | Грант від програми "Культурна столиця"                                      | Перед входом в Хоральну Синагогу (вул. Шолом-Алейхема, 4)                                     |
| 16 |      | Кобза Дмитра Яворницького                                                      | Владислав Кириченко (Херсон)   | Доторкнись - знайди своє місце в історії! | 05.08.2024                                                                     | Створена за сприянням компанії Murka, щоб вшанувати пам’ять Сергія Кочубея. | На фанарному стовпі біля Меморіального будинку-музеї Дмитра Яворницького (площа Шевченка, 5)  |
| 17 |      | Пиво «Дніпро»                                                                  | Надія Отряжа (Дніпро)          | Доторкнись - наповни келих життя!         | 20.12.2024                                                                     | Створена за сприяння пивоварні MOVA                                         | На фасаді будівлі колишнього пивзаводу Ф.Ф. Боте (просп. Дмитра Яворницького, 111)            |

## Вандалізм
12 серпня 2024 року невідоми викрали мініскульптуру "Фанат Дніпра", встановлену в рамках проєкт "Відчуй Дніпро" разом з футбольними фанатами міста. 20 грудня тогож року оновлену нову мініскульптуру присвячену фанатському руху повернули на своє місце.